# Cristo de la Agonía (Vergara)
El Cristo de la Agonía es una escultura realizada por Juan de Mesa y Velasco en 1622. Representa a Jesucristo crucificado en el momento de exhalar su último aliento.

## Historia
La talla fue costeada por Juan Pérez de Irazábal (1576-1638). Natural de Vergara, fue superintendente de la Armada y contador mayor de los reyes Felipe III y Felipe IV en la Real Hacienda de Sevilla, lo que explica que la imagen fuese encargada en la capital andaluza.
El contrato especificaba que Mesa debía tallar una imagen de Cristo vivo, clavado en la cruz y coronado de espinas, con una altura de diez cuartas. El plazo de ejecución de estipuló en 4 meses y el precio en 1.300 reales.
Era costumbre que los hijos de Vergara enriquecidos por los más diversos negocios hicieran donaciones a las iglesias de la localidad. Pérez de Irazábal era feligrés de la Parroquia de Santa Marina, el templo que servía a la zona rural del pueblo. Sin embargo, el 5 de octubre de 1626 Juan Bautista Pérez de Irazábal, hijo del comitente del encargo, hizo entrega de la imagen a la Parroquia de San Pedro. Este templo tenía como patrono al concejo de Vergara y atendía a la población urbana de la villa, lo que prestigiaba más al donante.
La llegada del Cristo de la Agonía supuso en gran medida la irrupción de la imaginería barroca al País Vasco, región en la que, hasta entonces, predominaba la estética renacentista. También generó un importante movimiento devocional, que llevó a las autoridades civiles y religiosas de Vergara a prohibir los enterramientos en la capilla del Cristo para evitar la saturación de tumbas en la misma.
El pintor Vicente Palmaroli, director del Museo del Prado, se trasladó a Vergara en 1895 para restaurar este imagen que alcanzó notoriedad a partir de 1905 al circular su fotografía en una colección de tarjetas postales dedicadas al municipio. En 1927, José Hernández Díaz encuentra al contrato de ejecución, rompiendo la inercia de atribuir la autoría de la talla a Juan Martínez Montañés.
Consta que la imagen ha abandonado Vergara en tres ocasiones para su participación en exposiciones. En 1969 es exhibida en el Casón del Buen Retiro, mientras que en 1982 fue trasladada a Sevilla para una muestra en el Museo de artes y Costumbres Populares. En 2017 vuelve a la ciudad donde fue esculpida para participar en una exposición homenaje a Martínez Montañés, maestro de Juan de Mesa. El viaje se aprovechó para su restauración por el Instituto Andaluz de Patrimonio Histórico.

## Descripción

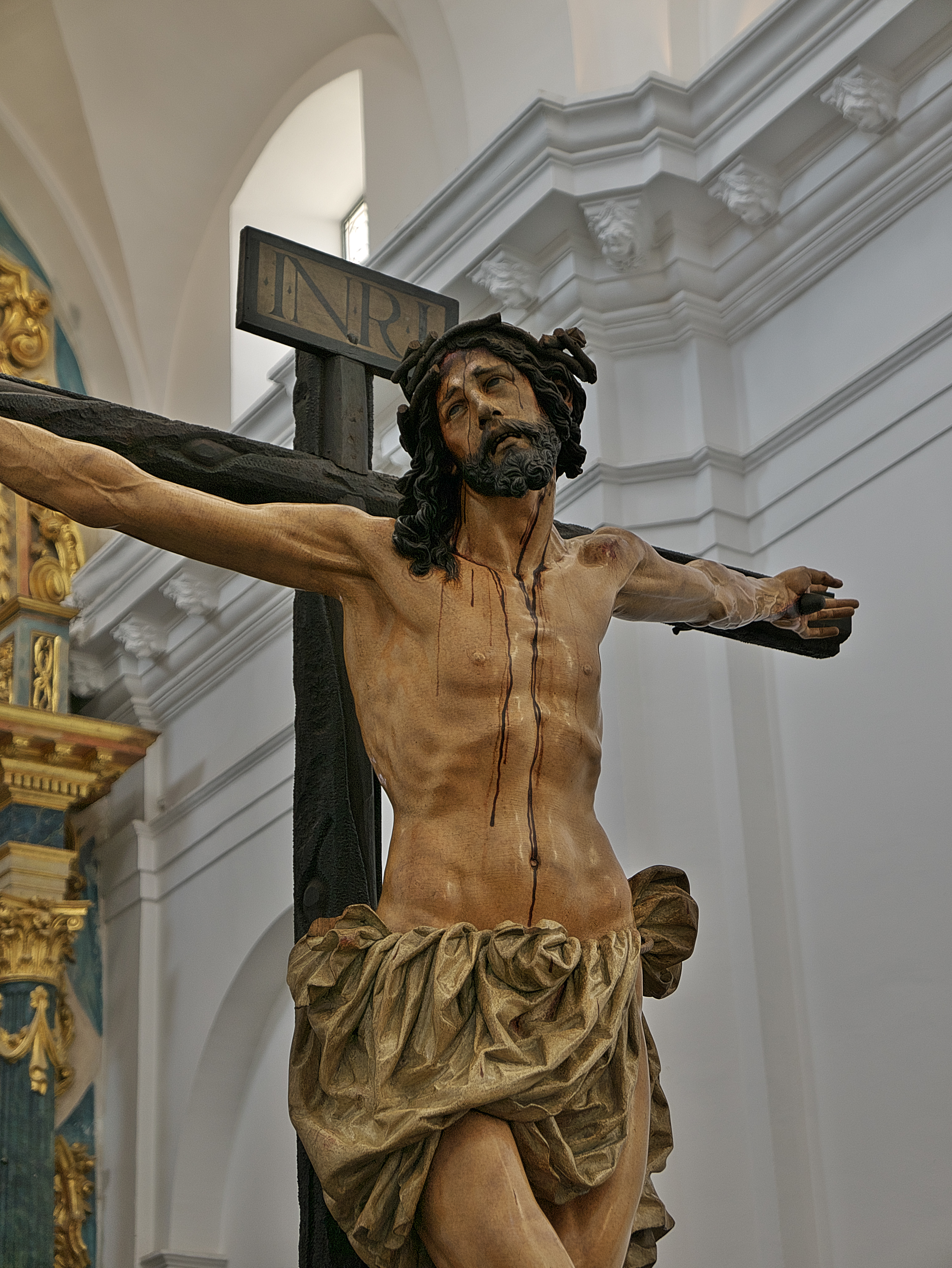
La imagen tras su restauración en el IAPH.

El Cristo pertenece al denominado "lustro magistral" de Juan de Mesa, en el que daría forma a producciones emblemáticas como Jesús del Gran Poder, el Cristo del Amor o el Cristo de la Conversión, todos de Sevilla. Es el sexto de los once crucificados que se documentan en su producción.
Su gran envergadura (2,18 m de altura), la lastimera expresión y la torsión del cuerpo, en la línea del Laoconte, convierten al Cristo de la Agonía en una de las obras más dramáticas del autor, acorde con la sensibilidad barroca que buscaba conmover al pueblo a través del arte.
El Cristo presenta una estudiada anatomía de complexión fuerte, con caja torácica desarrollada, anchas caderas y musculatura tensa. Se yergue sobre el punto de apoyo de los pies, traspasados por un único clavo, mientras gira la cabeza violentamente, buscando el cielo con la mirada. La corona de espinas, mutilada a lo largo de los siglos, forma un único bloque con la testa. El sudario, amarrado en la cadera izquierda, presenta un notable vuelo con profundos pliegues.
La policromía, como era habitual en la imaginería de la escuela barroca sevillana, no corrió a cargo del propio Mesa. El sistema de gremios establecía que fueran los pintores los encargados de este trabajo, siendo pocos los escultores en el ámbito sevillano que obtuvieron autorización para policromar sus tallas.
La imagen recibe culto en la única capilla de la Parroquia de San Pedro, un espacio de planta cuadrada separado del resto del templo por una reja. El retablo fue diseñado por Jacobo de Jaúregui en 1724.

## El busto-relicario de la Torre Olaso
Además del Cristo de la Agonía, en Vergara se conserva el busto-relicario de la Torre Olaso, atribuido a Juan de Mesa.